# 奧爾良鎮區 (密歇根州)
奧爾良鎮區（英語：Orleans Township）是位於美國密歇根州愛奧尼亞縣的一個行政鎮區。

## 地方資料
奧爾良鎮區的面積為93.80平方千米，當中陸地面積為92.00平方千米，而水域面積為1.80平方千米。根據2020年美國人口普查的數據，當地共有人口2664人，而人口密度為每平方千米28.4人。